# Emanuel Geering
Bernhard Emanuel Geering (* 18. Juni 1896; † 30. Juni 1977; Heimatort Basel) war ein Schweizer Bauingenieur.
Geering erhielt sein Bauingenieurdiplom an der ETH Zürich. Von 1919 bis 1925 wirkte er „als projektierender Ingenieur für Kraftwerke und Hochbauten in der Schweiz und in den USA und anschliessend bis 1936 als Professor für Eisenbetonbau an der Royal School of Engineering, der späteren Fouad University Gizeh, Ägypten. Seit seiner Rückkehr in die Schweiz war er als beratender Ingenieur mit eigenem Büro in Basel tätig.“ (sda, 1976)
1942 errichtete er die „Basler Halle der Schweizer Mustermesse“ mit.
Zusammen mit Arnold Gfeller und Hans Mähly errichtete er 1950/51 in Basel die ersten Wohnhochhäuser der Schweiz (Bauten der Genossenschaft Entenweid).
Geering war Mitglied des Schweizerischen Ingenieur- und Architektenvereins. und lebte in Riehen.